# Josh Howard
Joshua Jay Howard (* 28. April 1980 in Winston-Salem, North Carolina) ist ein ehemaliger US-amerikanischer Basketballspieler und heutiger -trainer. Von 2003 bis 2014 war er als Spieler in der NBA aktiv, die meiste Zeit davon bei den Dallas Mavericks, bei denen er auch einmal NBA All-Star wurde.

## Karriere

### College
Josh Howard spielte von 1999 bis 2003 an der Wake Forest University und belegte an der Hochschule das Hauptfach Religion. In 127 Einsätzen kam er im Durchschnitt auf 13,9 Punkte und 6,6 Punkte je Begegnung. 2003 wurde er als Spieler des Jahres der Atlantic Coast Conference ausgezeichnet, nachdem er in der Saison 2002/03 im Mittel 19,5 Punkte pro Begegnung erzielt hatte.
Trotz seiner sehr erfolgreichen Collegezeit waren NBA-Mannschaften nicht übermäßig an Howard interessiert. Die Dallas Mavericks sicherten sich in der ersten Runde des 2003er NBA-Drafts (29. Stelle) die Rechte an ihm.

### NBA
Viele Basketball-Analysten und Journalisten waren der Meinung, dass Howard den Ansprüchen der NBA nicht gerecht werden könnte. Nur zwei Monate später hatte der Forward einen Weg in die Rotation der Mavericks gefunden. Kurz darauf ergab sich durch die Verletzung von Michael Finley die Möglichkeit für Howard, zum ersten Mal in seiner Karriere im Anfangsaufgebot einer NBA-Mannschaft zu stehen. Er nutzte diese Chance und belohnte Don Nelsons Vertrauen mit 17 Punkten und 13 Rebounds in seinem ersten Starteinsatz gegen die Los Angeles Lakers. Die Saison resultierte in einer Nominierung von Howard für das NBA All-Rookie Second Team. In Dallas spielte er an der Seite von Dirk Nowitzki und galt nach dem Deutschen als zweite Option im Angriff. 2007 wurde er ins NBA All-Star Game eingeladen. Am 8. Dezember 2007 erzielte Howard mit 47 Punkten gegen die Utah Jazz eine Karrierebestleistung.
Am 13. Februar 2010 wurde er zusammen mit Drew Gooden, James Singleton und Quinton Ross für Caron Butler, Brendan Haywood und DeShawn Stevenson zu den Washington Wizards abgegeben. Dort verletzte er sich nach nur wenigen Spielen am Knie und fiel für den Rest der Saison, die die Wizards auf dem 14. Platz der Eastern Conference abschlossen, aus. Für das letzte Jahr seines Vertrags besaß Washington die Möglichkeit der Verlängerung, welche die Wizards nicht nutzten. Jedoch unterschrieb Howard einen neuen Vertrag in Washington über ein Jahr für knapp 4 Millionen US-Dollar. Auch in dieser Saison musste er den größten Teil der Spiele verletzungsbedingt aussetzen.
Am 16. Dezember 2011 wechselte Howard als Free Agent zu den Utah Jazz. Aber auch in Utah blieb er von Verletzungen nicht verschont. Zum Saisonende lief sein Vertrag mit den Jazz aus und wurde nicht verlängert.
Am 15. November 2012 unterschrieb Howard einen Vertrag bei den Minnesota Timberwolves. Der Vertrag galt bis zum Saisonende. Howard wurde in elf Spielen eingesetzt, ehe er am 14. Dezember 2012 einen Kreuzbandriss erlitt. Am 20. Dezember 2012 wurde er aus dem Vertrag entlassen.
In der Saisonvorbereitung zur Saison 2013/2014 versuchte Howard, sich bei den San Antonio Spurs für einen Vertrag zu empfehlen, erhielt jedoch keinen. Howard schloss sich daraufhin den Austin Toros aus der NBA D-League an, um von dort eine Rückkehr in die NBA zu schaffen. Dort blieb er bis Februar, ehe sein Vertrag nach Verletzungen aufgelöst wurde.
Seinen letzten Versuch, in die NBA zurückzukehren, unternahm Howard im Juli 2014 bei den New Orleans Pelicans, für die er in der NBA Summer League auflief, jedoch nicht weiterverpflichtet wurde.

### Trainerkarriere
Von Juli 2016 bis Saisonende 2019/20 war Howard Cheftrainer der Basketballmannschaft an der Piedmont International University in seiner Heimatstadt Winston-Salem. Ende April 2020 wurde sein Wechsel an die University of North Texas at Dallas mitgeteilt, er wurde dort Trainer der neugegründeten Basketballhochschulmannschaft.

## Auszeichnungen und Erfolge
- NBA All-Star: 2007
- NBA All-Rookie Second Team: 2004
- Vizemeister mit den Dallas Mavericks: 2006
- ACC Player of the Year: 2003
- All ACC First Team: 2003
- ACC All-Defensive Team: 2003
- AP First Team All-America: 2003